# Gustaf Ekman (1872–1959)
Gustaf Ekman, född 21 december 1872, död 7 november 1959 i Stockholm, var en svensk industri- och bankman. Han var bror till Wilhelm Ekman och på mödernet (Wallroth) kusin till Selma Lagerlöf.
Efter ingenjörsutbildning tjänstgjorde Ekman vid ett flertal mellansvenska järnbruk och var 1907–1911 direktör för Lesjöfors AB. Ekman, som 1911–1919 var chef för Storfors bruk, gjorde åren närmast efter första världskriget stora ansträngningar för att rekonstruera Kvävebolaget. Från 1922 till 1935 var han direktör för AB Göteborgs Bank och från 1934 för Östafors AB, som han själv hade grundat. Han tillhörde styrelsen för ett stort antal svenska bolag, bland annat Uddeholms AB. Han var även styrelsens ordförande i Finspångs Metallverks AB och Håfreströms AB. 
Ekman utgav bland annat Ur Storforsverkens historia (1921) och Gustaf Ekman: svenska järnhanteringens nydanare för 100 år sedan (1944).